# Землетрясение в Перу (2019)
Землетрясение в Перу произошло 26 мая 2019 года рано утром в 2:41 по местному времени.

## Общая информация
Эпицентр землетрясения находился в провинции Альто-Амасонас, в 75 км к юго-востоку от посёлка Лагунас и в 158 км к востоку-северо-востоку от города Юримагуас, в природном заповеднике Пакая-Самирия. Гипоцентр землетрясения, согласно данным Геологической службы США (USGS), находился на глубине около 110 км. Перуанская станция землетрясений Института геофизики Перу указывает на глубину 135 км. Землетрясение длилось около двух минут и имело магнитуду 8,0 по шкале магнитуд.
Землетрясение стало сильнейшим в Перу со времени землетрясения 2007 года. Оно ощущалось во многих городах Перу и Эквадора, а также в Боготе (Колумбия) и Каракасе (Венесуэла).

## Ущерб и жертвы
В Перу погибли два человека, в том один из них был убит камнями в своём доме. Согласно сообщению контрольного центра COEN гражданской обороны INDECI, 15 человек получили ранения. По другому источнику, ранения получили более 30 человек.
В Перу рухнуло около 200 зданий, в том числе четыре школы и три больницы. В Юримагуасе рухнули несколько домов и церковь. В Эквадоре также зарегистрированы повреждения зданий. В некоторых местах было прервано электроснабжение. Также были повреждены дороги и разрушен автомобильный мост между Юримагуасом и Тарапото. В перуанской провинции Альто-Амасонас и в нескольких районах других провинций было объявлено чрезвычайное положение.